# Curley (Côte-d'Or)
Curley é uma comuna francesa na região administrativa da Borgonha-Franco-Condado, no departamento de Côte-d'Or. Estende-se por uma área de 5,67 km². Em 2010 a comuna tinha 138 habitantes (densidade: 24,3 hab./km²).